# Days of Fate
Days of Fate war eine deutsche Pop-Rock-Band aus Dresden.

## Geschichte
Ende 1992 suchen René und Dirk weitere Mitglieder für eine neue Band. Beide kannten sich bereits aus der Band Disaster’s Times. André, der zur örtlichen Electro-Szene gehörte, wird der dritte Mann. Mit Torsten finden sie einen ausgebildeten und erfahrenen Sänger. Im April 1993 absolvieren die vier ihre ersten Fernsehauftritte (MDR, RTL), spielen diverse Konzerte und auf verschiedenen Festivals. Ihre zweite Single, die sie in Eigenregie produzierten, ist bald ausverkauft.
1997 wurde das Album Gates weltweit veröffentlicht. 1999 sollte das zweite Album folgen, doch die Verhandlungen mit der Plattenfirma zogen sich hin und die Band war sich uneinig, wohin der musikalische Weg sie führen sollte. So kommt es 1999 zum Bruch. 2000 kommen die vier wieder zusammen und veröffentlichen 2001 in den USA Bizarre Love Triangle. Im April 2003 erscheint das zweite Album Home-made Cake of the Day. Im März 2007 wurde das dritte Album Traffic veröffentlicht. Drei Wochen hält sich Traffic in den Top Ten der Deutschen Alternative Charts (DAC).
Im Dezember 2008 löste sich die Band mit einem letzten Konzert in Dresden auf.

## Stil
Days of Fate fingen im April 1993 als reine Synthie-Pop-Band an. Seit 1998 arbeiteten sie verstärkt mit akustischen Stilelementen wie Gitarre und Schlagzeug und bewegen sich zwischen melancholischem Synthie-Pop, Indie-Rock und Electroclash. Gemeinhin wird ihr Stil als Electro-Rock beschrieben.

## Diskografie

### Alben
- 1996: Gates
- 2003: Home-made Cake of the Day
- 2007: Traffic

### Singles
- 1994: My Decision / Master of Disaster (Doppel-Single)
- 1995: Conclusions
- 1996: Back
- 2002: Nervous Times